# Mama Can't Buy You Love
Mama Can't Buy You Love è un brano composto da Thom Bell e Casey James ed è interpretato dall'artista britannico Elton John.

## Il brano
Esso proviene dall'EP The Thom Bell Sessions (pubblicato nel 1979, ma registrato due anni prima). Questa risultava essere un'esperienza nuova per John; fino ad allora egli aveva collaborato quasi esclusivamente con il produttore Gus Dudgeon e solamente con il paroliere Bernie Taupin. Tra l'altro, la rockstar non aveva neanche composto la musica (firmata Leroy Bell). Nel pezzo è da notare anche l'assenza della Elton John Band.
Mama Can't Buy You Love fu pubblicata come singolo subito dopo Are You Ready for Love e ottenne un buon successo, arrivando a posizionarsi al nono posto nella classifica americana.
Il brano è stato inserito anche in alcune compilation dell'artista, come Elton John's Greatest Hits Volume III e Greatest Hits 1976-1986.